# Alfrēds Brašmanis
Alfrēds Brašmanis (* 21. Novemberjul. / 4. Dezember 1904greg.; † 13. November 1983) war ein lettischer Fußballspieler.

## Karriere
Alfrēds Brašmanis spielte mindestens im Jahr 1927 für LSB Riga, in der lettischen Meisterschaft. In der Saison 1927 wurde er Tabellendritter mit der Mannschaft.
Am 16. Juni 1927 absolvierte er sein einziges Länderspiel in der lettischen Nationalmannschaft in einem Freundschaftsspiel gegen Estland im Kadrioru staadion von Tallinn.